# Фрабоза-Сопрана
Фрабоза-Сопрана (итал. Frabosa Soprana) — коммуна в Италии, располагается в регионе Пьемонт, в провинции Кунео.
Население составляет 815 человек (2008 г.), плотность населения составляет 17 чел./км². Занимает площадь 48 км². Почтовый индекс — 12082. Телефонный код — 0174.
Покровительницей коммуны почитается Пресвятая Богородица, празднование 17 сентября.

## Демография
Динамика населения:

## Администрация коммуны
- Официальный сайт: http://www.frabosasoprana.com/